# Flora (Surinam)
Flora es un ressort ubicado en el suroeste del distrito de Paramaribo en Surinam. Limita al norte con Welgelegen, al este con Centrum y Beekhuizen, al sur con Latour y al oeste con Tammenga; Incluye barrios como Flora, Flamboyant, Bellona Park, Van Kessel Park, Uitvlugt y Via Bella. Es el ressort más pequeño del país.